# Мадарско плато
Ма̀дарско плато е плато в Североизточна България, Източната Дунавска равнина, до село Ма̀дара, област Шумен. Най-северната и най-високата част на Провадийското плато.
Мадарското плато се издига в южната част на Източната Дунавска равнина, като представлява най-северната и най-високата част на Провадийското плато, от което се отделя на юг от долината на река Дерелик (десен приток на Провадийска река. На север и североизток достига до долината на Провадийска река, а на запад и северозапад – до долината на Мътнишка река (десен приток на Провадийска река), като в тези участъци склоновете му са стръмни, на места отвесни, придружени със скални венци. Билото на платото е равно с лек наклон на изток. Дължината му от запад на изток е 7 – 8 km, а ширината от север на юг – 4 – 5 km. Максималната височина е връх Двете могили 429,8 m, разположен в северозападната част на платото.
Мадарското плато е изградено от ценомански и сенонски окарстени варовици и варовити пясъчници.
Климатът е умерено-континентален със сравнително студена зима и топло лято. Горската растителност е оскъдна, представена главно от храстови формации. По билните заравнени части на платото – обработваеми земи.
По западното, северното и източното подножие на платото са разположени 5 населени места: на запад – селата Кюлевча и Ма̀дара; на север – квартал „Калугерица“ на град Каспичан; на изток – селата Каспичан и Могила.
На западния, отвесен склон на платото, в близост до село Мадара се намира скалният релеф на Ма̀дарския конник, а в подножието на скалния откос – историко-археологическия резерват „Ма̀дара“. Горе на платото има останки от средновековна българска крепост.

## Топографска карта
- Лист от карта K-35-31. Мащаб: 1 : 100 000.